# Arthur Clark
Pour les articles homonymes, voir Arthur Clark (rugby à XV) et Clark.
Arthur T. Clark (né le 25 mai 1900 à Birchmore — date de décès inconnue) est un athlète britannique spécialiste du demi-fond. Son club était le Sparkhill Harriers.

## Biographie

### Palmarès
| Date | Compétition           | Lieu  | Résultat | Épreuve            | Performance |
| ---- | --------------------- | ----- | -------- | ------------------ | ----------- |
| 1924 | Jeux olympiques d'été | Paris | 2e       | 3 000 m par équipe | 14 pts      |